# Stade de FUS
El Stade de FUS es un estadio de fútbol ubicado en Rabat, Marruecos y es la sede del FUS Rabat, uno de los clubes de fútbol más importantes de Marruecos.

## Historia
El estadio fue construido en el año 1923 y su propietario es el FUS Rabat, aunque en ese estadio también juega la selección femenil y las selecciones menores.
El estadio fue remodelado en el año 1973 y cuenta con capacidad para 20 000 espectadores, incluyendo 200 asientos vip y 20 sitios para la prensa.